# Женні Маркс
Женні Маркс (уроджена фон Вестфален, 12 листопада 1814, Зальцведель, Німеччина — 2 грудня 1881, Лондон) — дружина Карла Маркса.

## Життєпис
Народилася у дворянській сім'ї та порвала з аристократичним середовищем і в 1843 році одружилася з Карлом Марксом. До кінця її життя вона поділяла з ним труднощі і переслідування, допомагала йому в роботі, функціонуючи як його секретар. Вона була похована в Лондоні на Хайгетському кладовищі.